# الکساندر هایداش
الکساندر هایداش (اوکراینی: Олександр Миколайович Гайдаш؛ زادهٔ ۷ اوت ۱۹۶۷) بازیکن فوتبال اهل اتحاد جماهیر شوروی سوسیالیستی است.
از باشگاه‌هایی که در آن بازی کرده‌است می‌توان به باشگاه فوتبال ماریوپول، باشگاه فوتبال تاوریا سیمفروپول، باشگاه فوتبال شاختار دونتسک، و باشگاه ورزشی ساری‌یر اشاره کرد.
وی همچنین در تیم ملی فوتبال اوکراین بازی کرده‌است.